# Аль-Вакра (футбольний клуб)
«Аль-Вакра» (араб. نادي الوكرة الرياضي) — катарський спортивний клуб з міста Ель-Вакра. Найвідомішою є футбольна команда, яка виступає в «Лізі зірок», найсильнішому дивізіоні Катару. Свої домашні матчі клуб приймає на стадіоні «Сауд бін Абдулрахман», який вміщує 12 000 глядачів. Клубними кольорами клубу є білий і блакитний.

## Історія
«Аль-Вакра» був заснований в 1959 році як молодіжний клуб. Через вісім років катарська команда отримала своє нинішнє ім'я — «Аль-Вакра Спортс Клуб». 
Команда двічі ставала чемпіоном Катару — в 1999 і 2001 роках. У 1999 році так само вона виграла Кубок наслідного принца Катару. У 1989, 1991, 1998 і 2004 роках «Аль-Вакра» ставав володарем Кубка Шейха Яссіма. У 2011 році команда незважаючи на сьоме місце в турнірній таблиці виграла Кубок Зірок Катару. Також «Аль-Вакра» брав участь в 2001 році в Лізі Чемпіонів АФК, але пройшов лише перший раунд.

## Досягнення
- Чемпіонат Катару:

Чемпіон (2): 1998/99, 2000/01
- Кубок еміра Катару:

Фіналіст (6): 1977/78, 1978/79, 1987/88, 1989/90, 1994/95, 2004/05
- Кубок наслідного принца Катару:

Володар (2): 1999, 2024
- Кубок шейха Яссіма:

Володар (4): 1989, 1991, 1998, 2004
Фіналіст (1): 2003
- Кубок зірок Катару:

Володар (1): 2011/12

## Відомі гравці
| - Бруно Увіні - Усман Кулібалі - Рубен Аморім | - Франк Лебеф - П'єр-Ален Фро - Крістіан Лара |

## Тренери
- Рабах Маджер (1998–99)
- Іван Булян (1999)
- Мехмед Баждаревич (2006–2007, 2012–2013)
- Магер Канзарі (2014)
- Горан Туфегджич (2015)
- Маурісіо Ларріера (2015–2019)
- Тінтін Маркес (2019–)